# Tercera División de Paraguay
La Tercera División de Paraguay se refiere a la tercera y penúltima categoría o nivel de fútbol en Paraguay.
A pesar de su alta competitividad, está considerada de carácter amateur. 
La división se subdivide en 3 torneos: 2 torneos entre clubes (el Metropolitano y el Nacional) y 1 torneo entre selecciones de las ligas regionales de las ciudades del interior del país.

## Primera División B Metropolitana
Es organizada por la Asociación Paraguaya de Fútbol, y ya se lleva a cabo desde mucho antes que la B Nacional, desde el año 1939; desde entonces el nombre del torneo ha cambiado en varias ocasiones (como por ejemplo antes se llamaba la Primera de Ascenso), así como también la cantidad de equipos participantes. Solo pueden participar equipos que sean del Área Metropolitana de Asunción, de Asunción.
En este torneo son 18 equipos los que compiten, el campeón asciende a la Intermedia, y los dos últimos descienden a la Primera División C (4ª división). El campeón asciende a la Segunda División y el subcampeón juega un repechaje contra el subcampeón (campeón en años pares) de la B Nacional, por otro lugar en la Segunda División.
El último campeón fue el Atlético Colegiales de Lambaré.

## Primera División B Nacional
Se lleva a cabo desde 2011, organizado por la Unión del Fútbol del Interior, para poder descentralizar el fútbol y expandir el fútbol profesional al interior. Solo pueden participar clubes que no formen parte de los torneos metropolitanos (en sus 4 divisiones o campeonatos). Antecesor de este torneo fue la Copa de Campeones de la UFI.
La cantidad de equipos que participan varía: los clubes descendidos de la Intermedia que no sean de Asunción ni alrededores, más los clubes con infraestructura apropiada del interior que soliciten su participación (en ocasiones deben clasificar en la etapa previa llamada Clasificatorio de la UFI para la Primera B Nacional, y en otras ser aceptados por solicitud). En ciertos torneos, también se incorpora a finalistas y/o semifinalistas del Campeonato Nacional Interligas.
El campeón de este torneo asciende directamente a la División Intermedia. y, en los años impares, el subcampeón juega un repechaje contra el subcampeón metropolitano, por otro lugar en la Segunda División. El campeón de este torneo es quien juega un repechaje contra el subcampeón metropolitano, por otro lugar en la Segunda División durante los años pares. Así mismo, el o los dos equipos ubicados en último lugar no pueden participar en el campeonato por un año.
El último campeón fue el Deportivo Itapuense de Encarnación.

## Campeonato Nacional de Interligas
Es organizado por la Unión del Fútbol del Interior cada dos años, entre selecciones de ligas del país, y la liga campeona del torneo deberá fundar un club para poder participar de la Intermedia en la siguiente temporada.
El último campeón fue la Liga Encarnacena de Fútbol de Encarnación, quien se refundó como Encarnación FC para su participación en la División Intermedia del 2024.
Así mismo, los clubes finalistas y/o semifinalistas son aceptados en la Primera B Nacional al año siguiente de su consagración.

## Lista de últimos campeones
| Últimos campeones de la Tercera División | Últimos campeones de la Tercera División | Últimos campeones de la Tercera División | Últimos campeones de la Tercera División | Últimos campeones de la Tercera División |
| Liga                                     | Primera B Metropolitana                  | Primera B Nacional                       | Campeonato de Interligas                 |                                          |
| ---------------------------------------- | ---------------------------------------- | ---------------------------------------- | ---------------------------------------- | ---------------------------------------- |
| Club                                     | Atlético Tembetary                       | Club 12 de Junio                         | Encarnación                              |                                          |
| Temporada                                | 2023                                     | 2023                                     | 2022-23                                  |                                          |
| Resultado                                | Ascendido a la División Intermedia 2024  | Ascendido a la División Intermedia 2024  | Ascendido a la División Intermedia 2024  |                                          |

- Datos: Q616801